# Payne (Georgia)
Payne es una ciudad ubicada en el condado de Bibb en el estado estadounidense de Georgia. En el año 2000 tenía una población de 178 habitantes.

## Geografía
Payne se encuentra ubicada en las coordenadas 32°51′7″N 83°40′45″O / 32.85194, -83.67917 (32.851888, -83.679192).
Según la Oficina del Censo, la localidad tiene un área total de 0,1 km² (0 mi²), de la cual 0,1 km² (0 mi²) es tierra y 0 km² (0 mi²) (0.00%) es agua.

## Demografía
Según la Oficina del Censo en 2000 los ingresos medios por hogar en la localidad eran de $20,313, y los ingresos medios por familia eran $28,333. Los hombres tenían unos ingresos medios de $25,000 frente a los $19,375 para las mujeres. La renta per cápita para la localidad era de $15,109. 